# Nomogramma di Herloffson

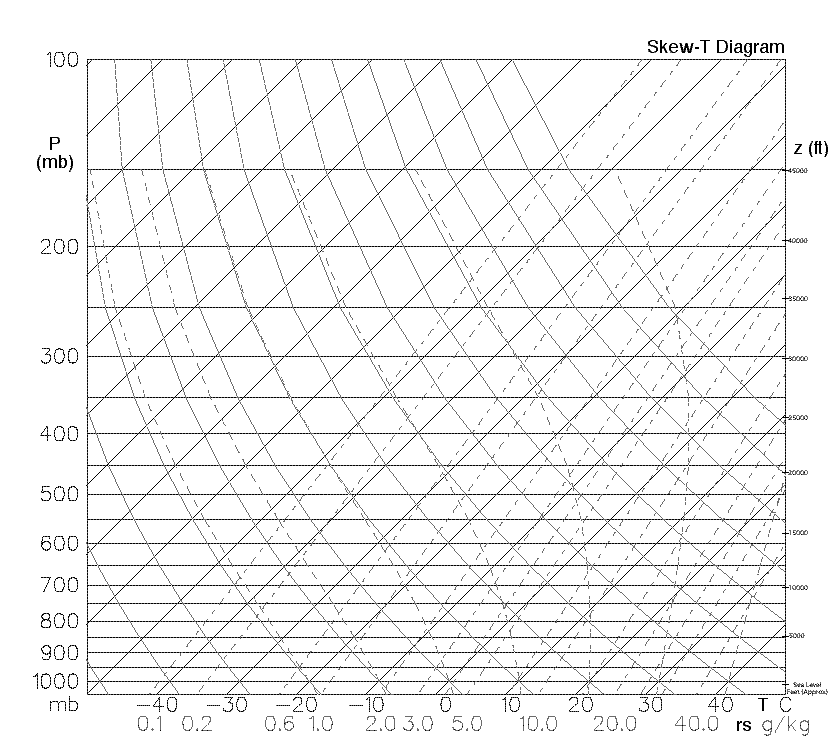
Nomogramma di Herloffson in bianco e nero

Il nomogramma di Herloffson è uno dei quattro diagrammi termodinamici (assieme al diagramma di Stüve, l'emagramma e il tefigramma) utilizzati per analizzare la struttura termica dell'atmosfera terrestre e per fare previsioni meteorologiche.
È un diagramma che presenta numerose curve: isobare, isoterme, isoigrometriche, adiabatiche secche e adiabatiche sature.

È di fondamentale utilizzo nella meteorologia in quanto dal nomogramma di Herloffson si può ricavare l'umidità specifica effettiva e di saturazione, l'umidità relativa e il livello di condensazione.